# Ђорђе Детлингер
Ђорђе Детлингер (Београд, ? — ?, ?) био је српски фудбалер.

## Играчка каријера
Рођен је у Београду. Играо је за СК Југославија и ФК БАСК у првенству Југославије. Наставио је да игра за БАСК у Српској лиги 1939/40. и Српској лиги 1940/41. постигавши по гол у обема сезонама.

## Тренерска каријера
Тренирао је ФК Рудар из Какња у сезони 1960/61, када је клуб постао првак Републичке лиге Босне и Херцеговине. Титула им је обезбедила место у плеј-офу за Другу савезну лигу Југославије. После пораза од првака Хрватске републичке лиге ХНК Борово резултатом 0 : 8, Детлингер је отпуштен. Тренирао је и ФК Борац из Бање Луке.